# Auderville
Auderville (prononcé /odɛʁvil/) est une ancienne commune française, située dans le département de la Manche en région Normandie, peuplée de 219 habitants.
Depuis le 1er janvier 2017, elle fait partie de la nouvelle commune de La Hague et a le statut de commune déléguée.
Auderville est la commune du cap de la Hague. Très touristique, elle est connue pour le port de Goury, qui abrite la station de la SNSM et son canot qui sort par tous les temps Mona Rigolet, et pour le phare de la Hague qui se dresse sur le rocher « le Gros du Raz » à 800 m de la côte. Il balise le courant du raz Blanchard et le passage de la Déroute entre le cap de la Hague et l'île d'Aurigny. Un canon pointé vers le sud permettait autrefois au sémaphore d'alerter l'équipage du canot de sauvetage.
Le territoire communal témoigne, par de nombreux restes de fortifications, de l'importante présence des troupes allemandes pendant la Seconde Guerre mondiale.

## Géographie

### Localisation
Elle est, avec sa voisine Jobourg, la commune la plus occidentale de Basse-Normandie (et donc de Normandie) et seule son autre voisine Saint-Germain-des-Vaux est plus septentrionale sur la région administrative.
Les communes limitrophes sont  Jobourg et Saint-Germain-des-Vaux.

## Urbanisme
Auderville est dispersée autour d'un bourg (La Rue), et de quatre hameaux : Goury, Laye, la Valette et la Roche.

## Toponymie

### Attestations anciennes
Le nom de la localité est attesté sous les formes Heldeardivilla [?] en 1063 - 1066, en 1118 - 1134 (ou 1154 ?); Audervilla en 1156 - 1162; Auderville au XIIIe siècle; Audervilla en 1332, en 1351 - 1352; Anderville [lire Auderville] en 1635; Auderville en 1612 - 1636, 1677, en 1713, en 1753, en 1753 - 1785  en 1854 en 1903.

### Étymologie
Il s'agit d'une formation toponymique médiévale en -ville au sens ancien de « domaine rural ». Le premier élément Auder- représente un anthroponyme dont la nature ne fait pas l'unanimité parmi les spécialistes.
Jean Adigard des Gautries et Fernand Lechanteur avaient en leur temps considéré la première attestation Heldeardivilla comme valide, et vu dans son premier élément un nom anglo-saxon en -heard. Elle est également acceptée par Marie-Thérèse Morlet, qui, pour sa part, identifie le premier élément à un nom de personne germanique féminin de type francique Hildigardis. Cette opinion est partagée par Ernest Nègre qui admet la forme Heldeardivilla, et la rattache au même nom.
François de Beaurepaire rejette pour des raisons phonétiques la première attestation, qui selon lui aboutirait à *Heudiarville ou un nom similaire, où il voit lui aussi un produit de Hildigardis, et rattache la forme suivante Audervilla à un nom de personne anglo-saxon Ealdhere, littéralement, la « villa d'Ealdhere », présent dans plusieurs toponymes anglais. Effectivement, Marie Fauroux, auquel il se réfère, n'a pas tenté de localiser Heldeardivilla qu'elle n'identifie donc pas à Auderville. Cependant Julie Fontanel cite le même document de 1063/1066 et identifie Heldeardivilla à Auderville.
En l'absence d'autres éléments, il n'est pas possible de rejeter de manière définitive la première hypothèse reposant sur la forme Heldeardivilla, dont l'évolution a pu être contrariée ou influencée par l'analogie. Dans ce cas, il s'agit du « domaine rural de Hildigardis ». Si l'on s'en tient à la forme Audervilla et à l'hypothèse de François de Beaurepaire, qui privilégie souvent la place des anthroponymes anglo-saxons dans la toponymie normande, il s'agirait alors du « domaine rural d'Ealdhere », nom d'homme anglo-saxon, combinaison des éléments eald- « vieux, âgé » et -here « armée ». Il correspond au type francique Aldhari, à l'origine du patronyme français Audier. Cependant, les formes anciennes sont en Auder- (et jamais en Audier-) et le patronyme Audier ne semble pas être documenté anciennement pour la Normandie.

## Histoire

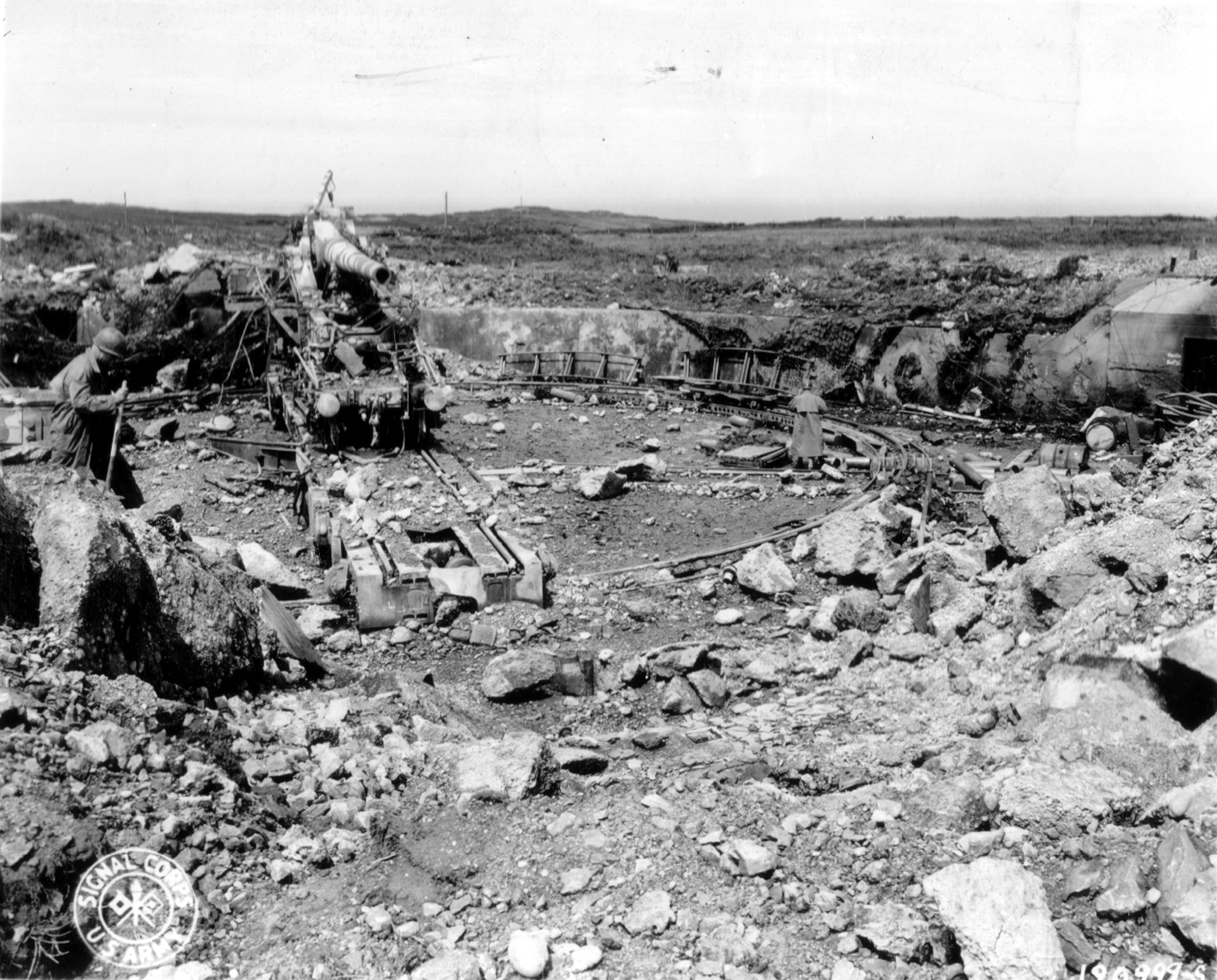
Batterie de La Haye détruite en 1944.

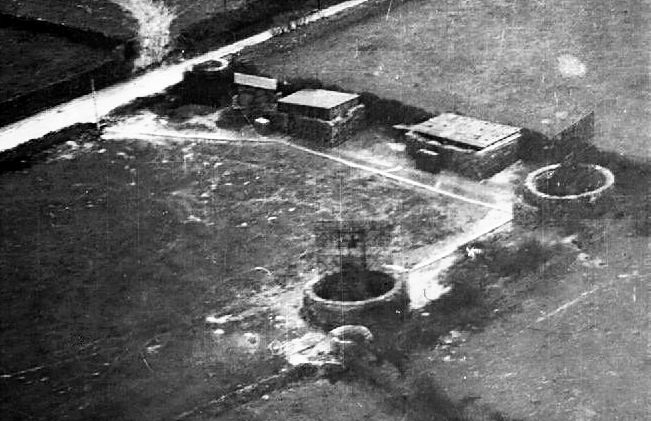
Installations Freya à Auderville en février 1941
(No. 1 Photographic Reconnaissance Unit, RAF).

### Préhistoire
Des fouilles, pratiquées sur la commune, ont révélé une occupation humaine datée de la période post-glaciaire.

### Moyen Âge
Au début du XIIIe siècle la famille Fabien de La Fouèdre demeure à Auderville ou elle possédât une demeure, le manoir de la Fouèdre, aujourd'hui ruiné.
Le 15 février 1412, Guillaume Carbonnel, chambellan du roi, rend hommage au roi pour les fiefs de la Hague à Auderville, de Barneville, de Foucarville et Virandeville,.

### Temps modernes
En 1567, Jehan de Couvert, sieur d'Auderville, est taxé de 16 livres pour son fief d'Auderville dans le rôle des nobles et roturiers, au titre du ban et de l'arrière ban de la vicomté de Coutances, réalisé par Gilles Dancel, seigneur d'Audouville, lieutenant général du bailli de Cotentin, tenu à Coutances les 20-22 octobre. Le fief d'Auderville, qui valait un quart de fief de haubert et relevait du fief de Brévands, avait des extensions à Jobourg et environs.
Au XVIIe siècle, un de La Fouèdre provoque et tue en duel le seigneur de Jobourg.
Le 7 janvier 1700, un météore igné tombe, 1 heure après le lever du jour, faisant un grand bruit et trembler les maisons de Saint-Germain-des-Vaux, d'Auderville et de la Hague. Le météore serait tombé dans la mer près de l'île d'Aurigny. Le phénomène est aperçu depuis Cherbourg et Valognes.

### Époque contemporaine
Le 31 octobre 1823, le paquebot Le Paris, en provenance de New York et à destination du Havre, s'échoue sur les rochers des Camelards. Toute la population se précipite pour sauver passagers et équipages. Parmi eux, se trouvait Jean Lefebvre de Cheverus, évêque de Boston, rentrant en France pour être nommé évêque de Montauban. De santé fragile, il fut porté sur les épaules d'un marin qui l'amena au presbytère. Il fit l'honneur aux paroissiens de présider la messe de la Toussaint, le lendemain. À la suite des nombreux naufrages au large des côtes d'Auderville, où vingt-sept navires sombrèrent en 1823, il fut décidé de construire un phare qui fut mis en service en 1837.
En 1903, Branly monte le premier mât TSF auprès du sémaphore, mais doit le démonter en l'absence d'autorisation militaire.
Le 8 juin 1912, le sous-marin le Vendémiaire (classe Pluviôse) coule par 50 mètres de fond avec ses 24 hommes d'équipage au large de Goury. Sorti pour une simulation d'attaque sous-marine, il est éperonné par le navire Saint-Louis alors qu'il effectuait une remontée, et son épave est emportée par le raz Blanchard. Une croix au bout du port commémore cet événement tragique.
En 1941, un radar allemand Freya était installé à Auderville, dans le cadre de la ligne Kammhuber. La commune est libérée le 30 juin 1944 par le 39e Régiment d'Infanterie.

## Politique et administration

### Liste des maires
| Période                                  | Période        | Identité                      | Étiquette | Qualité                      |
| ---------------------------------------- | -------------- | ----------------------------- | --------- | ---------------------------- |
| février 1790                             | novembre 1790  | Léonor Enquebecq              |           | Curé                         |
| novembre 1790                            | septembre 1792 | Jacques Jean                  |           |                              |
| septembre 1792                           | décembre 1792  | J. Delay                      |           |                              |
| décembre 1792                            | 1815           | Jean-Baptiste Lecarpentier    |           |                              |
| 1815                                     | 1829           | Jean-François Nicolle         |           |                              |
| 1829                                     | 1839           | François Enquebec             |           |                              |
| 1839                                     | 1860           | Jacques Nicolle               |           |                              |
| 1860                                     | 1878           | Michel d'Annoville            |           |                              |
| 1879                                     | 1892           | Jean Fabien                   |           |                              |
| 1892                                     | 1893           | Augustin Grout                |           |                              |
| 1893                                     | 1912           | Jean Nicolle                  |           |                              |
| 1912                                     | mai 1935       | Pierre François Jean          |           |                              |
| mai 1935                                 | mars 1977      | Pierre Anquetil               |           | Cultivateur, maire honoraire |
| mars 1977                                | juin 1995      | François Lecouvey (1919-2002) |           | Agriculteur, maire honoraire |
| juin 1995                                | mars 2008      | Albert Gosselin               |           |                              |
| mars 2008                                | mars 2014      | Alain Dixneuf                 |           | Ingénieur                    |
| mars 2014                                | décembre 2016  | Albert Gosselin               |           | Retraité                     |
| Les données manquantes sont à compléter. |                |                               |           |                              |

### Liste des maires délégués
| Période      | Période      | Identité         | Étiquette | Qualité                                                            |
| ------------ | ------------ | ---------------- | --------- | ------------------------------------------------------------------ |
| janvier 2017 | juillet 2020 | Albert Gosselin  |           | Retraité                                                           |
| juillet 2020 | En cours     | Philippe Gasnier |           | Directeur d’agence bancaire Adjoint au maire de La Hague (2020 → ) |

## Population et société
Les habitants sont appelés les Audervillais.

### Démographie
L'évolution du nombre d'habitants est connue à travers les recensements de la population effectués dans la commune depuis 1793. À partir du 1er janvier 2009, les populations légales des communes sont publiées annuellement dans le cadre d'un recensement qui repose désormais sur une collecte d'information annuelle, concernant successivement tous les territoires communaux au cours d'une période de cinq ans. 
Pour les communes de moins de 10 000 habitants, une enquête de recensement portant sur toute la population est réalisée tous les cinq ans, les populations légales des années intermédiaires étant quant à elles estimées par interpolation ou extrapolation. Pour la commune, le premier recensement exhaustif entrant dans le cadre du nouveau dispositif a été réalisé en 2005,.
En 2021, la commune comptait 219 habitants, en évolution de −10,25 % par rapport à 2015 (Manche : +0,44 %, France hors Mayotte : +2,49 %).
Auderville a compté jusqu'à 572 habitants en 1836.
| 1793 | 1800 | 1806 | 1821 | 1831 | 1836 | 1841 | 1846 | 1851 |
| ---- | ---- | ---- | ---- | ---- | ---- | ---- | ---- | ---- |
| 404  | 388  | 384  | 496  | 531  | 572  | 544  | 500  | 499  |

| 1856 | 1861 | 1866 | 1872 | 1876 | 1881 | 1886 | 1891 | 1896 |
| ---- | ---- | ---- | ---- | ---- | ---- | ---- | ---- | ---- |
| 479  | 440  | 480  | 489  | 475  | 448  | 463  | 455  | 413  |

| 1901 | 1906 | 1911 | 1921 | 1926 | 1931 | 1936 | 1946 | 1954 |
| ---- | ---- | ---- | ---- | ---- | ---- | ---- | ---- | ---- |
| 412  | 423  | 408  | 365  | 354  | 296  | 293  | 229  | 262  |

| 1962 | 1968 | 1975 | 1982 | 1990 | 1999 | 2005 | 2010 | 2015 |
| ---- | ---- | ---- | ---- | ---- | ---- | ---- | ---- | ---- |
| 232  | 233  | 204  | 218  | 283  | 283  | 283  | 267  | 244  |

| 2018 | - | - | - | - | - | - | - | - |
| ---- | - | - | - | - | - | - | - | - |
| 229  | - | - | - | - | - | - | - | - |

### Cultes
La paroisse est aujourd'hui rattachée à la nouvelle paroisse Bienheureux Thomas Hélye de la Hague du doyenné de Cherbourg-Hague.

## Économie et tourisme
Depuis mars 2010, Auderville forme avec Les Pieux et Siouville-Hague un groupement de « communes touristiques ». La commune est dans le territoire de compétence de l'office de tourisme de la Hague.

## Culture locale et patrimoine

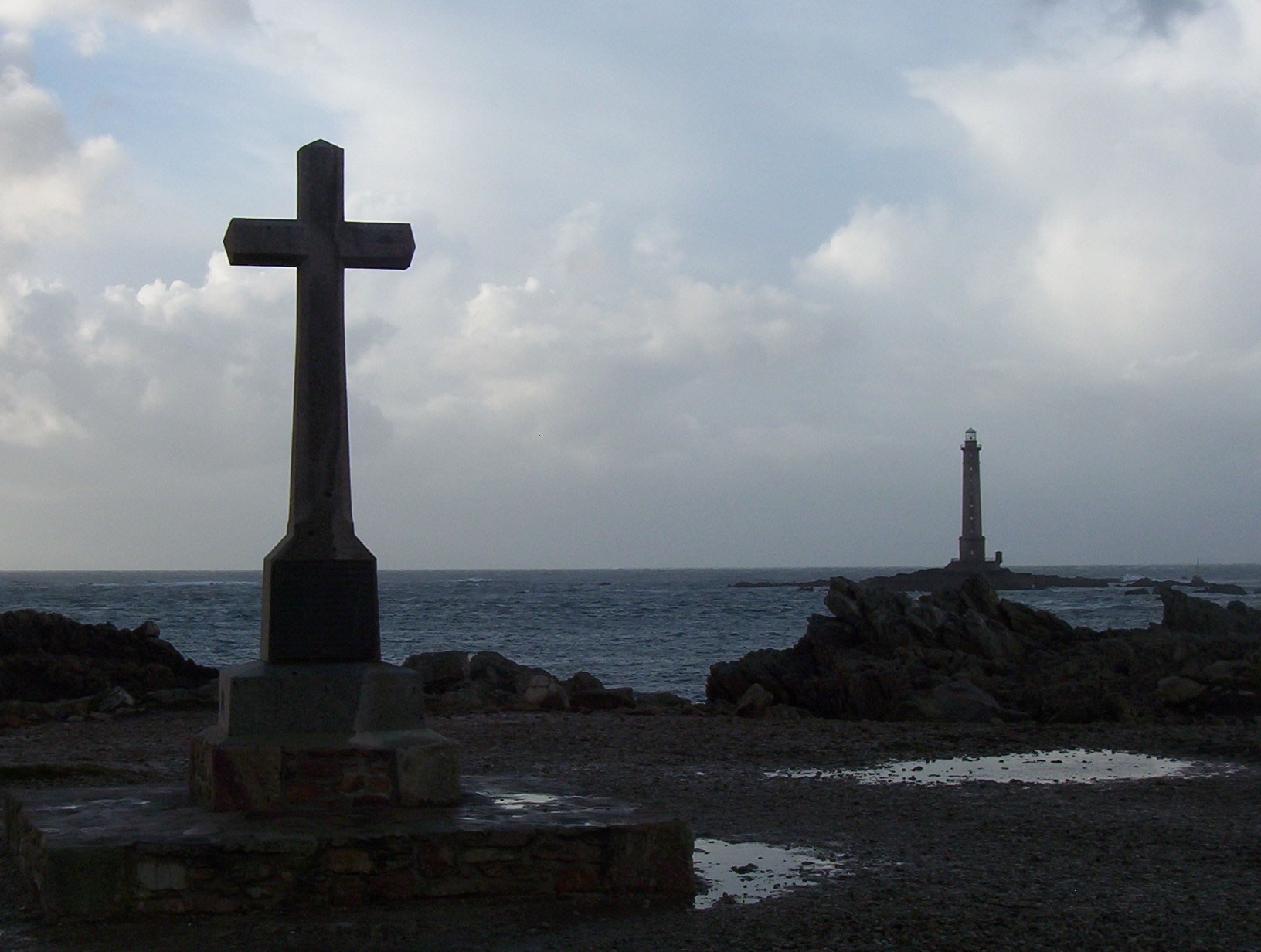
La croix du Vendémiaire et le phare de la Hague, sur le port de Goury.

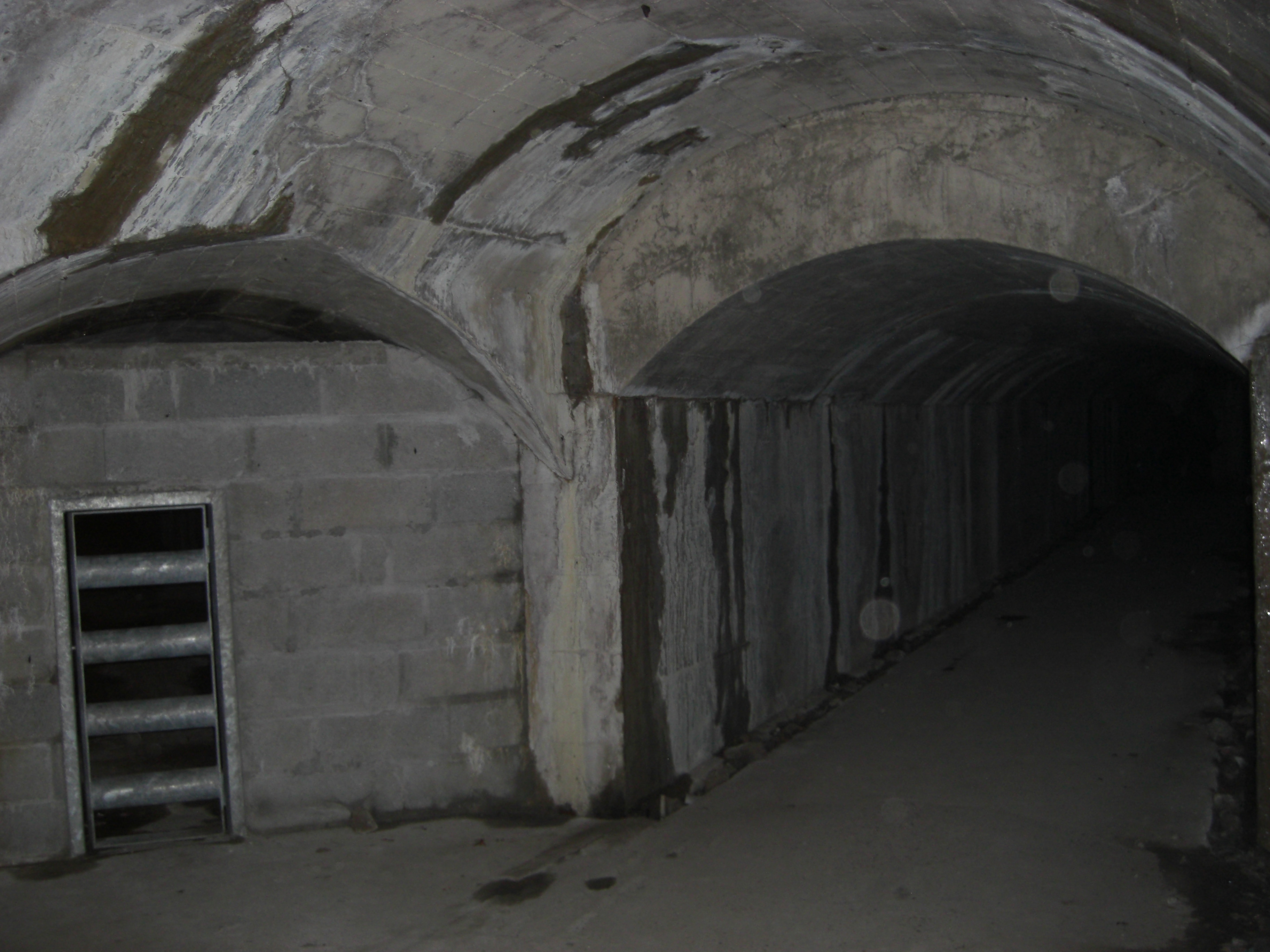
Le tunnel du hameau Laye.

### Lieux et monuments
- Cap de la Hague, point géographique le plus à l'ouest de Normandie, et phare de Goury (1837) de l'architecte Charles-Félix Morice de la Rue sur le rocher du Gros du Raz[36] inscrit aux monuments historiques en 2009 et répertoriè à l'Inventaire général du patrimoine culturel[37],[38].
- Sémaphore du Nez-Bayard (1860).
- Station de sauvetage depuis 1870 de la SNSM au port de Goury, construit en 1843.
- Église Saint-Gilles (XVIIe – XVIIIe siècles) d'origine XIIe – XIIIe siècles, très remaniée depuis, avec un petit clocher-mur. Elle abrite plusieurs œuvres, dont des fonts baptismaux (XIVe), un bas-relief sainte Marguerite, une cloche dite Marguerite (XVIIe) et un maître-autel (XVIIIe), classés au titre objet aux monuments historiques[39]. Sur une pierre de réemploi dans le pignon de l'église, côté route, on peut voir le blason de la famille de Couvert[Note 3], déposition faite le quinzième jour de juillet 1523 par Guillaume de Couvert, écuyer, seigneur de Sottevast et d'Auderville. Dans une des chapelles, une cloche aujourd'hui scellée porte un blason avec d'un côté (à droite) celui de Marguerite Bretel (1629-1683) : d’or au chevron de gueules chargé d'une fleur de lys du champ et accompagné de trois molettes d'éperon d'azur ; au chef du même chargé d'un bretel (poisson) d'argent, et à gauche celui de son fils Raoul de Couvert (mort en 1709) : d'hermines sans nombre à la fasce de gueules chargée de trois fermaux d'or[41]. Quand la cloche sonnait toute seule sous l'effet du vent du large, c'était signe d'un mauvais présage, repris dans un dicton de la Hague : « Quand cette cloche tintera, Grande tristesse l'on verra. »[42].
- Ferme-manoir de Coulon des XVIIIe – XIXe siècles.
- Ancien presbytère du XVIIIe siècle.
- Croix du Vendémiaire rappelant le naufrage du sous-marin.
- Tunnel du hameau de Laye, fortification allemande permettant d'accéder à deux batteries sur les falaises par une galerie principale de 300 mètres, à laquelle se raccrochent trois galeries secondaires aujourd'hui fermées au public.
- Village de La Roche.

### Patrimoine culturel
Didier Decoin, qui possède une maison au hameau de la Roche, a localisé plusieurs de ses ouvrages sur la commune, dont le roman Les trois vies de Babe Ozouf, et l'essai Vue sur mer, consacrée à sa maison.
L'un des succès littéraires français de 2008, Les Déferlantes de Claudie Gallay, s'y déroule. L'adaptation en téléfilm par Éléonore Faucher en 2013 y a également été tournée.
De nombreux films ont été tournés sur Auderville, à Goury, la Roche ou Écalgrain, parmi lesquels Deux Anglaises et le continent de François Truffaut, L'Étoile du Nord de Pierre Granier-Deferre.

### Personnalités liées à la commune
- Charles-Félix Morice de la Rue (1800-1880), constructeur en 1837 du phare de Goury.
- Paul Bedel (1930-2018), agriculteur « à l'ancienne » au village de La Roche, héros du film de Rémi Mauger Paul dans sa vie (2004).
- Didier Decoin (né en 1945), romancier, vit au hameau de la Roche.

### Héraldique

Le conseil municipal du 24 avril 2009 a adopté un nouveau blason créé par Denis Joulain. Il se décrit ainsi : D'argent à la fasce de gueules chargée de 2 léopards l'un sur l'autre accostés de deux fermaux, le tout d'or, accompagné, en chef, d'une fleur de lys accostée de deux étoiles le tout de sable, en pointe d'un phare de sable allumé d'or accosté de deux mouchetures d'hermines.
L'ancien blason, d'hermines à la fasce de gueules chargée de trois fermaux d'or, était celui de la famille de Couvert, anciens seigneurs de la paroisse.
Le nouveau blason reprend des éléments des armes de cette famille, auxquels sont ajoutés les léopards normands, des éléments du blason de la famille Bretel, et le profil du phare de la Hague.